# Nolinskij rajon
Il Nolinskij rajon (in russo Нолинский район?) è un rajon dell'Oblast' di Kirov, nella Russia europea, il cui capoluogo è Nolinsk. Istituito nel 1929, ricopre una superficie di 2.140 chilometri quadrati.